# Sospel
Sospel est une commune française située dans le département des Alpes-Maritimes, en région Provence-Alpes-Côte d'Azur.
Ses habitants sont appelés les Sospellois.
La ville comporte un stade municipal ainsi qu'une piscine municipale

## Géographie

### Localisation
Sospel est située à 20 km de Menton, à environ 350 m d'altitude, aux portes du parc national du Mercantour.
Le village occupe le bassin central formé de trois vallées :
- la Bévéra, au nord-ouest et au sud ;
- le Merlanson, à l'est.

### Géologie et relief
Elle est soumise à de nombreux risques naturels. On y recense les risques de mouvements de terrain, de feux de forêts, d’inondations et de séismes. Le territoire communal est soumis à un Plan de prévention des risques naturels prévisibles, concernant les mouvements de terrain. Le PPR a été approuvé le 7 août 2012.
La commune se compose de 213,30 hectares de territoires artificialisés (3,42 %), 667,54 hectares de territoires agricoles (10,71 %) et 5 352,30 hectares de forêts et milieux semi-naturels (85,87 %).

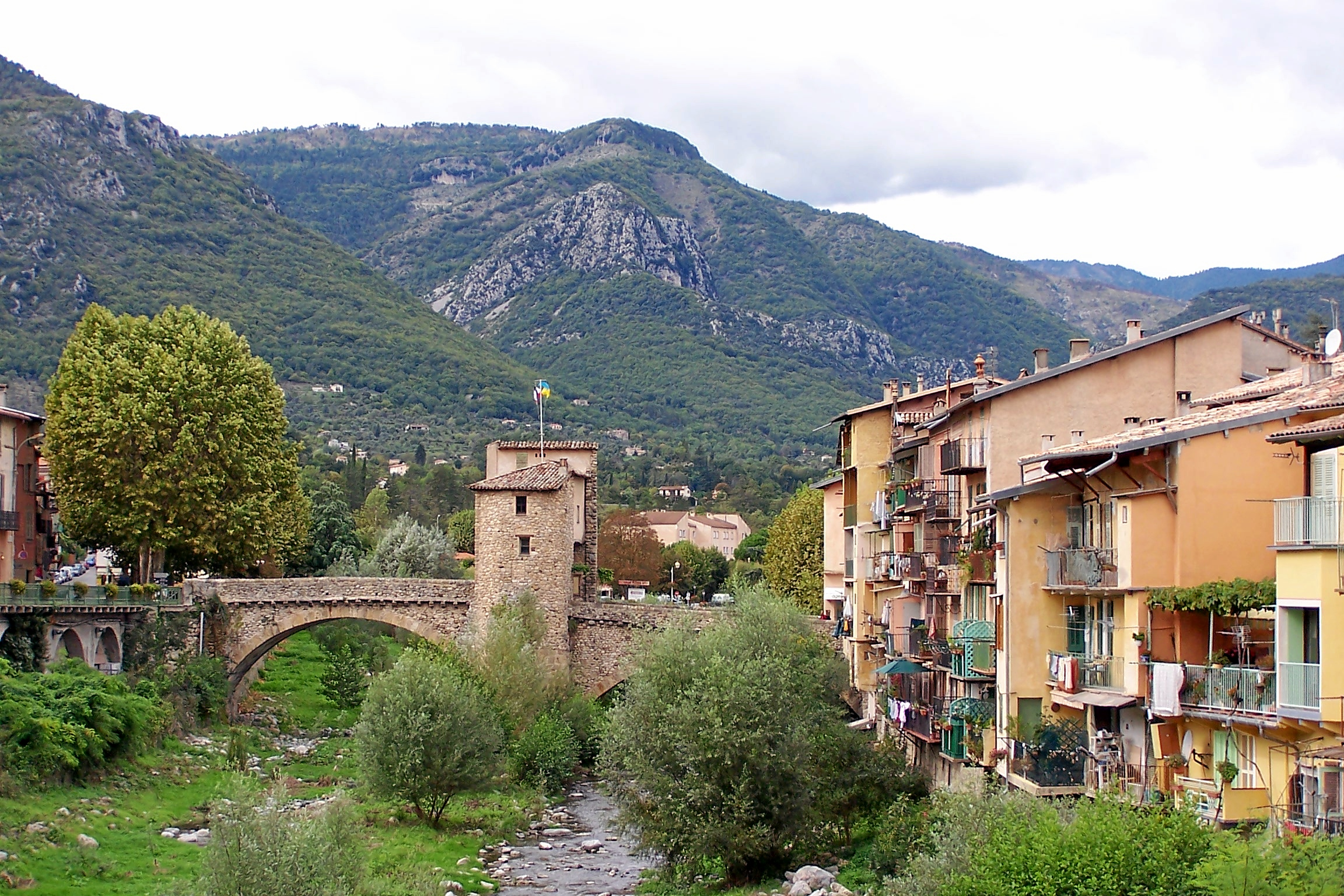
Sospel, panorama.

La commune de Sospel est encaissée par un relief montagneux et repose sur des terrains exclusivement sédimentaires, ayant subi de nombreuses déformations.
Espaces naturels :
- Deux espaces protégés hors Natura 2000 :

Mercantour,
Mercantour (Aire D'Adhésion).
- Un espace protégé Natura 2000 :

Le Mercantour SIC,
Le Mercantour ZPS,
Vallée du Carei - collines de Castillon.
- Une zone naturelle d'intérêt écologique, faunistique et floristique (Znieff) :

Chaînons frontaliers de Sospel à Menton,
Bassin de la Roya,
Mont Farghet-Col de Brays,
Gorges du Piaon,
Tête de Cuore-Mont Mulacié,
Forêt de Lucéram,
L'Authion.
- Site  bioarchéologique  :

Albaréa (grotte de l').
Reliefs environnants : * Cime du Ters; * Le Mangiabo; * Col de Braus.

### Hydrographie et les eaux souterraines
Cours d'eau sur la commune ou à son aval :
- Avec son célèbre Pont vieux à péage, un pont fortifié datant du XIIIe siècle, un des derniers d'Europe, Sospel est un bourg médiéval tranquille sur le bord de la Bévéra.
- 9 ruisseaux : Boretta, de Cuous, le Merlanson, de l'Albaréa, de Cuore...,
- torrent la Bévéra.

La commune dispose :
- de 2 forages et 8 sources[17],
- d'une station d'épuration d'une capacité de 5 200 Équivalent-habitants[18].

### Climat
Pour des articles plus généraux, voir Climat de Provence-Alpes-Côte d'Azur et Climat des Alpes-Maritimes.
En 2010, le climat de la commune est de type climat méditerranéen altéré, selon une étude du Centre national de la recherche scientifique s'appuyant sur une série de données couvrant la période 1971-2000. En 2020, Météo-France publie une typologie des climats de la France métropolitaine dans laquelle la commune est exposée à un climat méditerranéen et est dans la région climatique  Var, Alpes-Maritimes, caractérisée par une pluviométrie abondante en automne et en hiver (250 à 300 mm en automne), un très bon ensoleillement en été (fraction d’insolation > 75 %), un hiver doux (8 °C) et peu de brouillards. 
Pour la période 1971-2000, la température annuelle moyenne est de 14,1 °C, avec une amplitude thermique annuelle de 15,5 °C. Le cumul annuel moyen de précipitations est de 874 mm, avec 5,6 jours de précipitations en janvier et 3,5 jours en juillet. Pour la période 1991-2020, la température moyenne annuelle observée sur la station météorologique installée sur la commune est de 13,2 °C et le cumul annuel moyen de précipitations est de 1 009,8 mm. 
La température maximale relevée sur cette station est de 36 °C, atteinte le 28 juin 2019 ; la température minimale est de −8,1 °C, atteinte le 27 février 2018,,. 
| Mois                                  | jan.          | fév.          | mars          | avril         | mai           | juin         | jui.         | août          | sep.          | oct.          | nov.          | déc.          | année     |
| ------------------------------------- | ------------- | ------------- | ------------- | ------------- | ------------- | ------------ | ------------ | ------------- | ------------- | ------------- | ------------- | ------------- | --------- |
| Température minimale moyenne (°C)     | 2,8           | 2,5           | 4,8           | 8,1           | 11,1          | 15           | 17,7         | 17,7          | 14,4          | 10,9          | 6,7           | 4             | 9,6       |
| Température moyenne (°C)              | 5,9           | 5,9           | 8,4           | 11,7          | 14,9          | 19           | 21,9         | 21,7          | 18,2          | 14,2          | 9,7           | 7             | 13,2      |
| Température maximale moyenne (°C)     | 8,9           | 9,2           | 11,9          | 15,2          | 18,7          | 23,1         | 26,1         | 25,8          | 21,9          | 17,6          | 12,7          | 10            | 16,8      |
| Record de froid (°C) date du record   | −5,6 31.01.12 | −8,1 27.02.18 | −7,3 01.03.05 | −2 07.04.21   | 2,2 05.05.19  | 6,3 01.06.06 | 9,9 10.07.05 | 9,2 31.08.12  | 5,8 28.09.07  | −0,2 28.10.12 | −1,8 27.11.10 | −5,5 19.12.09 | −8,1 2018 |
| Record de chaleur (°C) date du record | 23,6 28.01.08 | 20,3 03.02.20 | 22,4 31.03.15 | 26,3 09.04.11 | 30,1 24.05.09 | 36 28.06.19  | 33 08.07.17  | 34,5 24.08.23 | 29,6 14.09.20 | 27,5 08.10.23 | 23 04.11.04   | 21,1 30.12.21 | 36 2019   |
| Précipitations (mm)                   | 93            | 71,9          | 91,2          | 86,6          | 68,2          | 39,3         | 33,8         | 24,8          | 60,7          | 125,2         | 182,1         | 133           | 1 009,8   |

| Diagramme climatique                                  |            |             |             |              |            |              |              |              |               |              |        |
| J                                                     | F          | M           | A           | M            | J          | J            | A            | S            | O             | N            | D      |
| 8,92,893                                              | 9,22,571,9 | 11,94,891,2 | 15,28,186,6 | 18,711,168,2 | 23,11539,3 | 26,117,733,8 | 25,817,724,8 | 21,914,460,7 | 17,610,9125,2 | 12,76,7182,1 | 104133 |
| Moyennes : • Temp. maxi et mini °C • Précipitation mm |            |             |             |              |            |              |              |              |               |              |        |

Les paramètres climatiques de la commune ont été estimés pour le milieu du siècle (2041-2070) selon différents scénarios d'émission de gaz à effet de serre à partir des nouvelles projections climatiques de référence DRIAS-2020. Ils sont consultables sur un site dédié publié par Météo-France en novembre 2022.

## Urbanisme

### Documents d'urbanisme
La commune dispose d'un plan local d'urbanisme.
Le périmètre du Schéma de cohérence territoriale (SCoT) de la Riviera Française et de la Roya comprend 15 communes : Breil sur Roya, Sospel, la Turbie, Moulinet, Saorge, Tende, Beausoleil, Menton, Sainte Agnès, Fontan, Roquebrune cap Martin, Gorbio, Castellar, la Brigue, Castillon.

### Typologie
Au 1er janvier 2024, Sospel est catégorisée bourg rural, selon la nouvelle grille communale de densité à 7 niveaux définie par l'Insee en 2022.
Elle appartient à l'unité urbaine de Sospel, une unité urbaine monocommunale constituant une ville isolée,. Par ailleurs la commune fait partie de l'aire d'attraction de Monaco - Menton (partie française), dont elle est une commune de la couronne,. Cette aire, qui regroupe 12 communes, est catégorisée dans les aires de 50 000 à moins de 200 000 habitants,.

### Voies de communications et transports

#### Voies routières
La route départementale D 2566A, ou RD 2566A, est une route départementale qui relie Sospel à Castillon et à Menton par le tunnel de Castillon.
Depuis l'écroulement d’un pan de montagne en avril 2018, les habitants  des hameaux de Béroulf et de Sainte-Sabine vivent coupés du reste du village, sans accès routier.

#### Transports en commun
- Gare de Sospel sur la ligne de Nice à Breil-sur-Roya
- Transport en Provence-Alpes-Côte d'Azur
- Tramway de Menton à Sospel
- Bus[34].
- Cars de ramassage scolaire[35].

### Communauté d'agglomération
La Communauté d'agglomération de la Riviera Française est composée, depuis le 1er janvier 2014, de 15 communes : Beausoleil, Breil sur Roya, La Brigue, Castellar, Castillon, Fontan, Gorbio, Menton,
Moulinet, Roquebrune Cap Martin, Sainte Agnès, Saorge, Sospel, Tende, La Turbie.

### Risques naturels et sismicité
Le 2 octobre 2020, de nombreux villages des diverses vallées des Alpes-Maritimes (Breil-sur-Roya, Fontan, Roquebillière, St-Martin-Vésubie, Tende...) sont fortement impactés par un "épisode méditerranéen" de grande ampleur. Certains hameaux sont restés inaccessibles jusqu'à plus d'une semaine après la catastrophe et l'électricité n'a été rétablie que vers le 20 octobre. L'Arrêté du 7 octobre 2020 portant reconnaissance de l'état de catastrophe naturelle a identifié 54 communes, dont Sospel, au titre des "Inondations et coulées de boue du 2 au 3 octobre 2020".
L’ensemble du territoire de Sospel est classé en zone 4 au titre du risque sismique, par le décret n°2010-1255 du 22 octobre 2010. Il s’agit d’une zone de « Sismicité moyenne ».

## Toponymie
Attesté en in loco Cespedelli en 1095, Cespeel en 1157, Sospitello en 1474, d'après Albert Dauzat et Charles Rostaing, ce toponyme provient du mot latin Caespes, cespes : motte de gazon ou (plus précisément en ce sens) chaumière, et du suffixe ellium.
En alpin sospellois, on dit Sospèr en graphie classique et Soupèr en graphie mistralienne (en phonétique). Quant au nom des habitants il s'agit de Sospelencs.
Jusqu'en 1860, le nom officiel était aussi en italien : Sospello.

## Histoire

### Du comté de Vintimille au comté de Provence
Commune sous la tutelle des comtes de Vintimille au Moyen Âge, Sospel affirme très tôt son indépendance face aux revendications des comtes, contraints de faire acte d'allégeance à la république de Gênes qui avait des visées sur la région. Sospel cherche donc la protection du comte de Provence, seul contrepoids à l'hégémonie génoise.
Le 28 mars 1258, la cession de Sospel à la Provence est effective. Chef-lieu de viguerie, Sospel gagne en importance sur le plan administratif. Il existait en 1258 seulement 6 vigueries  dans le comté de Provence : Marseille, Hyères, Draguignan, Nice, Grasse, Sospel (viguerie de Vintimille - Val de Lantosque) et 4 bailliages : Toulon, Saint-Maximin, Brignoles, Puget-Théniers. Il suffit de constater l'étendue de cette viguerie pour juger de l'importance de cette cité médiévale.
Le grand Schisme d'Occident permet à Sospel de devenir évêché dès 1378, en faisant pression sur le nouvel évêque de Vintimille, qui s'établit définitivement à Sospel. En représailles, le pape romain Urbain VI nomme un autre évêque à Vintimille. Un nouvel évêque, Pierre Marinaco, est nommé à Sospel en 1384 (ou 1392), et ce dernier ayant été promu, en 1409, archevêque à Famagouste (Chypre) laisse le poste vacant. À la suite de l'élection d'un troisième souverain pontife en 1409 au concile de Pise (Alexandre V), l'église catholique romaine, en plein chaos, ne se soucie guère de trouver un remplaçant à Pierre Marinaco, et Sospel se retrouve donc sans évêque. Il faut attendre la fin de l'année 1411 pour que l'évêque de Vintimille pardonne à Sospel ses infidélités épiscopales pendant le schisme.

### L'Acte de dédition à la Savoie
Face à la guerre de succession pour la couronne provençale, déclenchée par l'assassinat de la reine Jeanne, Sospel, tout comme l'ensemble du comté de Nice, fait acte de dédition à la Savoie en 1388. S'ensuit pour Sospel une longue période de prospérité entrecoupée par de terribles épidémies de peste. L'allégeance des comtes de Tende (les célèbres Lascaris) au comte de Savoie permet enfin la libre circulation des marchandises entre Nice et Turin, pour le plus grand bénéfice de la communauté de Sospel. À partir de la seconde moitié du XVe siècle, l'hérésie vaudoise commence à s'implanter dans les vallées et de grands bûchers sont organisés, ce qui n'entrave nullement le commerce florissant. Mais un fait majeur remet tout en question à long terme : en décembre 1481, la Provence est rattachée à la France. Le comté de Piémont-Savoie fait connaissance avec un nouveau voisin : le puissant royaume de France.
Dès 1614 et jusqu'en 1796, Sospel est le siège de l'une des quatre préfectures du ressort du Sénat de Nice.
Sospel fut un village très important au Moyen Âge avec le passage de la route du Sel (existence d'un château dont il reste encore quelques ruines). Présence également de nombreux alchimistes à l'époque.

### Période contemporaine
Depuis 1928, la ville dispose d'une gare sur la ligne de Nice à Breil-sur-Roya dont le tunnel du col de Braus long de 5 938 m débouche sur la commune à l'ouest du bourg.
Sospel était lors de la Seconde Guerre mondiale dans la zone libre. Un camp d'internement pour juifs italiens fut ouvert à Sospel  fin 1942 et fermé en mai 1943.

### Sospel aujourd'hui
Sospel possède depuis 2000 une des seules sociétés bigophoniques encore en activité en France : les cougourdons sospellois.
Il en existait des centaines en Belgique et en France depuis le début des années 1880 jusqu'à la fin des années 1930.

## Politique et administration

### Rattachements administratifs et électoraux

#### Circonscriptions de rattachement
Sospel appartient à l'arrondissement de Nice et au canton de Contes depuis le redécoupage cantonal de 2014. Avant cette datte, la commune était le chef-lieu du canton de Sospel, créé en 1861 après le rattachement du comté de Nice à la France.
Pour l'élection des députés, la commune fait partie de la quatrième circonscription des Alpes-Maritimes, représentée depuis juin 2022 par Alexandra Masson (RN). Auparavant, elle a successivement appartenu à la première circonscription des Alpes-Maritimes (1860-1870), la 2e circonscription de Nice (1876-1885 et 1889-1910), la 3e circonscription de Nice (1910-1919) et la 4e circonscription de Nice (1928-1940).

#### Intercommunalité
Depuis le 27 septembre 2001, date de sa fondation, la commune appartient à la communauté d'agglomération de la Riviera française (CARF) et en est la quatrième ville en termes de population. Le conseil municipal du 11 décembre 2000 a entériné la création de la CARF et le rattachement de Sospel à celle-ci.
| Élections                  | Élections                     | Circonscription électorale                         | Élu de la circonscription       | Élu de la circonscription | Élu de la circonscription | Élu de la circonscription |
| Niveau                     | Type                          | Circonscription électorale                         | Titre                           | Nom                       | Début de mandat           | Fin de mandat             |
| -------------------------- | ----------------------------- | -------------------------------------------------- | ------------------------------- | ------------------------- | ------------------------- | ------------------------- |
| Commune / Intercommunalité | Municipales et communautaires | Sospel                                             | Maire                           | Jean-Mario Lorenzi        | 2020                      | 2026                      |
| Commune / Intercommunalité | Municipales et communautaires | Communauté d'agglomération de la Riviera française | Président de l'intercommunalité | Yves Juhel                | 2021                      | 2026                      |
| Département                | Départementales               | Canton de Contes                                   | Conseillère départementale      | Céline Duquesne           | 2021                      | 2028                      |
| Département                | Départementales               | Canton de Contes                                   | Conseiller départemental        | Sébastien Olharan         | 2021                      | 2028                      |
| Région                     | Régionales                    | Région Provence-Alpes-Côte d’Azur                  | Président du conseil régional   | Renaud Muselier           | 2021                      | 2028                      |
| Pays                       | Législatives                  | Quatrième circonscription                          | Députée                         | Alexandra Masson          | 2022                      | 2027                      |

### Administration municipale
Le nombre d'habitants au dernier recensement étant compris entre 3 500 et 4 999, le nombre de membres du conseil municipal est de 27.

## Finances locales

### Budget et fiscalité 2023
En 2023, le budget de la commune était constitué ainsi :
- total des produits de fonctionnement : 3 686 000 €, soit 950 € par habitant ;
- total des charges de fonctionnement : 3 530 000 €, soit 910 € par habitant ;
- total des ressources d'investissement : 1 068 000 €, soit 275 € par habitant ;
- total des emplois d'investissement : 862 000 €, soit 222 € par habitant ;
- endettement : 2 230 000 €, soit 575 € par habitant.

Avec les taux de fiscalité suivants :
- taxe d'habitation : 15,50 % ;
- taxe foncière sur les propriétés bâties : 25,12 % ;
- taxe foncière sur les propriétés non bâties : 33,58 % ;
- taxe additionnelle à la taxe foncière sur les propriétés non bâties : 0,00 % ;
- cotisation foncière des entreprises : 0,00 %.

Chiffres clés Revenus et pauvreté des ménages en 2021 : médiane en 2021 du revenu disponible, par unité de consommation : 22 500 €.

## Population et société

### Démographie

#### Évolution démographique
L'évolution du nombre d'habitants est connue à travers les recensements de la population effectués dans la commune depuis 1793. Pour les communes de moins de 10 000 habitants, une enquête de recensement portant sur toute la population est réalisée tous les cinq ans, les populations de référence des années intermédiaires étant quant à elles estimées par interpolation ou extrapolation. Pour la commune, le premier recensement exhaustif entrant dans le cadre du nouveau dispositif a été réalisé en 2005.

En 2022, la commune comptait 3 807 habitants, en évolution de −0,21 % par rapport à 2016 (Alpes-Maritimes : +2,85 %, France hors Mayotte : +2,11 %).
| 1793  | 1800  | 1806  | 1822  | 1838  | 1848  | 1858  | 1861  | 1866  |
| ----- | ----- | ----- | ----- | ----- | ----- | ----- | ----- | ----- |
| 2 453 | 2 990 | 3 307 | 3 620 | 4 394 | 4 437 | 3 818 | 3 936 | 3 912 |

| 1872  | 1876  | 1881  | 1886  | 1891  | 1896  | 1901  | 1906  | 1911  |
| ----- | ----- | ----- | ----- | ----- | ----- | ----- | ----- | ----- |
| 3 547 | 3 465 | 3 425 | 3 695 | 3 887 | 3 756 | 3 570 | 3 768 | 3 529 |

| 1921  | 1926  | 1931  | 1936  | 1946  | 1954  | 1962  | 1968  | 1975  |
| ----- | ----- | ----- | ----- | ----- | ----- | ----- | ----- | ----- |
| 3 361 | 3 070 | 3 705 | 3 815 | 2 156 | 2 181 | 2 321 | 2 582 | 1 828 |

| 1982  | 1990  | 1999  | 2005  | 2006  | 2010  | 2015  | 2020  | 2022  |
| ----- | ----- | ----- | ----- | ----- | ----- | ----- | ----- | ----- |
| 2 171 | 2 592 | 2 885 | 3 394 | 3 440 | 3 527 | 3 782 | 3 792 | 3 807 |

### Enseignement
Établissements d'enseignements :
- Écoles maternelles et primaires[59],
- Collège,
- Lycées à Menton.

### Santé
- Professionnels de santé : Médecins, Kinésithérapeutes, Infirmiers[60].
- Hôpitaux, centres de santé à Sospel, Breil-sur-Roya, Gorbio[61].

### Cultes
- Culte catholique, Paroisse : Saint-Étienne de la Bevera, Diocèse de Nice[62].

## Économie

### Entreprises et commerces

#### Agriculture
- Apiculteur[63].
- Agriculteurs-éleveurs.
- Terrasses d'oliviers à flanc de montagne.

#### Tourisme
- Restaurants.
- Station Verte de Vacances et station Climatique d’été[64].

#### Commerces, services, artisanat
- Commerces et services de proximité[65] à Sospel, Breil-sur-Royat, Peille.
- Ancienne devanture de mercerie-bonneterie à Sospel[66].

## Culture locale et patrimoine

Les langues des Alpes-Maritimes avec Sospel dans la zone mentonasque.
Occitan vivaro-alpin (mentonnais)
Occitan vivaro-alpin (alpin)
Occitan vivaro-alpin (intermédiaire)
Occitan provençal (niçois)
Occitan provençal (maritime)
† Figoun (remplacé par le provençal)
Royasque, dont
Tendasque (Royasque)
Brigasque (Royasque)

### Langue Sospelloise
La langue Sospelloise, le Souspelenc, est la variété sospelloise de la langue d'oc. La langue possède la particularité de s'être développée au croisement des langues provençales maritimes parlées au Comté de Nice, du gavot (provençal alpin), des langues ligures (parlées à Monaco, Menton, Vintimille et dans la république de Gênes en général) et — dans une moindre mesure — du piémontais (au nord de la Vallée de la Roya).
Jusqu'en 1860, la commune était administrée par le Royaume de Sardaigne dont la langue administrative était l'Italien, ce qui a contribué à italianiser le parler local — sans toutefois l'assimiler — les habitants continuant à parler le Sospellois, l'Italien étant réservé aux documents et actes officiels.
Plus récemment, la langue a évolué dans les années 1950 à travers l'amuïssement d'un très grand nombre de consommes dans ses mots, ce qui en fait aujourd'hui une langue unique et différente du niçois qui reste son parler cousin le plus direct et semblable.
| Français | Niçois | Sospellois     |
| -------- | ------ | -------------- |
| Le       | Lou    | Ou             |
| Alors    | Aloura | Aloua (alouha) |
| Jeune    | Juve   | Jue (juhe)     |
| Gare     | Gara   | Gaa (gaha)     |

La graphie n'est pas standardisée et la commune n'ayant pas manifestée de volonté particulière de préserver la langue à travers des affichages urbains ou d'autres initiatives, cohabitent différentes manières d'écrire la langue qui reste de fait principalement orale.
A partir des années 1980, la commune a vu une population nouvelle affluer de la côte d'Azur (Menton et Nice en tête), faisant grimper sa démographie de 1500 à plus de 4000 habitants en seulement 30 ans. Les nouveaux habitants importants avec eux leurs langues et expressions — souvent assez miscibles — cela contribua à accélérer la disparition de la langue sospelloise.
En prime, la mauvaise santé économique de la commune ne permit pas le maintien d'une jeunesse active. Ces derniers rejoignant les villes proches pour les études ou le travail, un phénomène inverse se produisit, les jeunes sospellois acquirent des expressions et idiomatismes niçois ou mentonnais, les confondant à cause de leurs proximités.
Aujourd'hui, la langue n'est presque plus parlée ou comprise par les sospellois, y compris par les locaux de souche qui parlent un mélange de souspelenc et de nissart, avec quelques emprunts au mentounasque.

| Français                            | Sospellois                    |
| ----------------------------------- | ----------------------------- |
| Salut                               | Bouana                        |
| Comment ça va ?                     | Couma va ?                    |
| Comment t'appelles-tu ?             | Couma te souanas ?            |
| Au revoir                           | Asa reveille                  |
| À bientôt                           | A subito                      |
| À la semaine prochaine              | A semana que ven              |
| Bonne journée                       | Bouana journaia               |
| Bonne soirée                        | Bouana sea                    |
| Bonne nuit                          | Bouana nuech                  |
| Bon week-end                        | Bouana dimenigue              |
| Merci                               | Mercì                         |
| Je t'en prie                        | T'en pregou                   |
| S'il vous plaît                     | Per piasere                   |
| Oui                                 | Sin                           |
| Non                                 | Noun                          |
| Bon anniversaire                    | Bouan aniversaie              |
| Quel âge as-tu ?                    | Que age as                    |
| Quelle heure est-il ? Il est minuit | Que loua es ? Es miegia nuech |
| Bévéra                              | Bèoua                         |

Des textes en sospellois sont présentés dans la revue Ou Cahegne du Cercle d'Études du Patrimoine et de l'Histoire de Sospel.

### Lieux et monuments
Patrimoine religieux :
- Co-cathédrale Saint-Michel, place Saint-Michel : située sur une place bordée de maisons aux arcades du Moyen Âge, elle est de style baroque, seul le clocher du XIe siècle est de l'époque lombarde[69]. La partie supérieure de la façade est de l'époque pré-baroque roman. Les deux statues à l'intérieur des niches représentent les protecteurs de la ville de Sospel « Saint-Hippolyte et Saint-Absende ».

Sur la gauche, à l'intérieur de la cathédrale, se dresse la « Vierge Immaculée de Sospel ». Ce retable à trois volets a été réalisé par François Bréa membre d'une famille de peintres niçois des XVe et début du XVIe siècles, et sur la droite le retable de la vierge de pitié en bois sculpté.
Orgue en tribune construit par Nicodème Agati & son frère Joannes en 1843, restauré par Francesco Vittino en 1891 et en 1988 par Jean-François Muno.
- Chapelle de l'Immaculée-Conception des Pénitents gris, place Saint-Michel[71].
- Chapelle Sainte-Croix ou des Pénitents Blancs, place Sainte-Croix[72].
- Chapelle Saint-Éloi, des Pénitents noirs, place Saint-François[73].
- Chapelle des Pénitents rouges, place Saint-Michel[74].
- Couvent des carmélites[75].

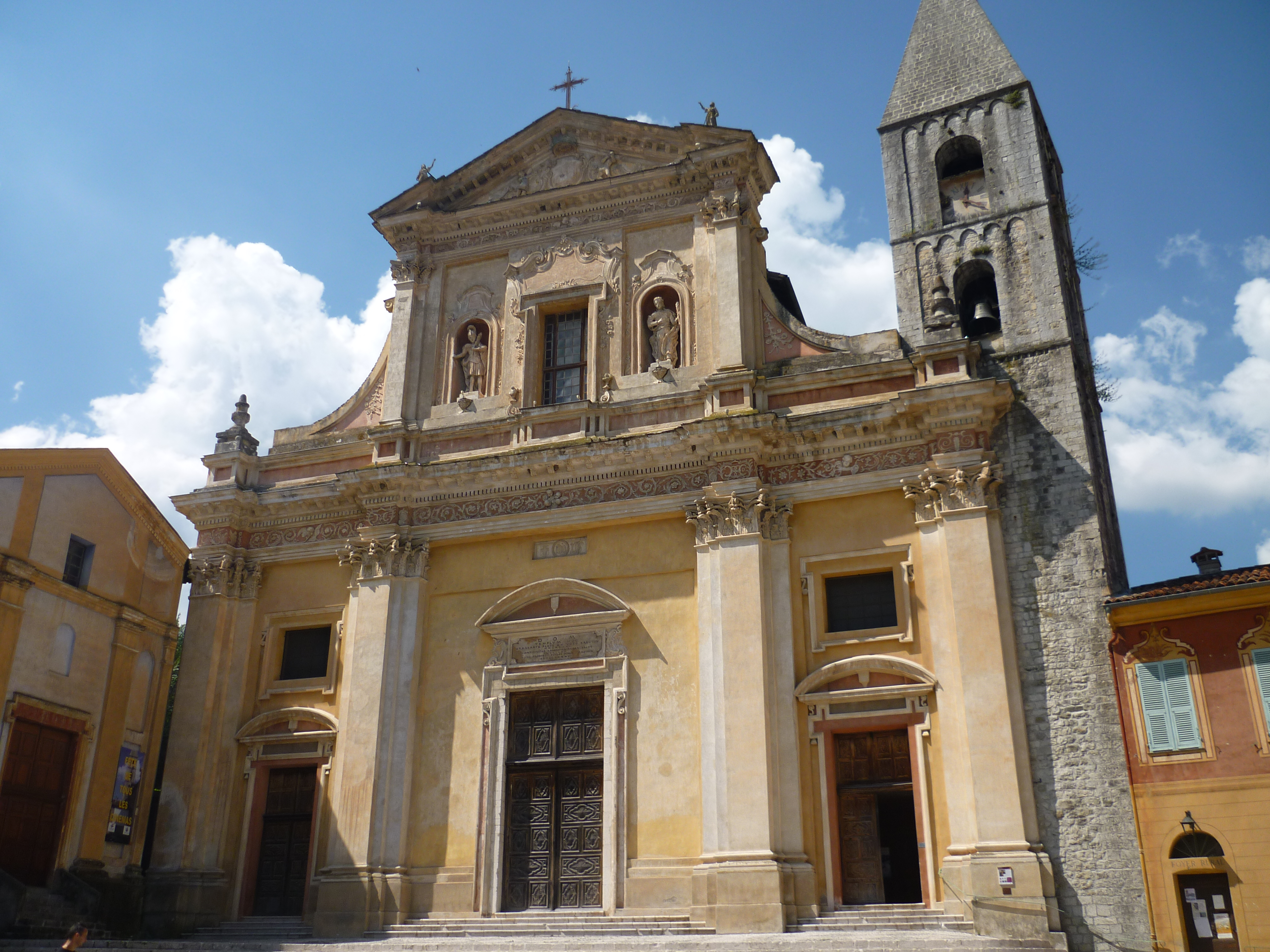
Cathédrale Saint-Michel.
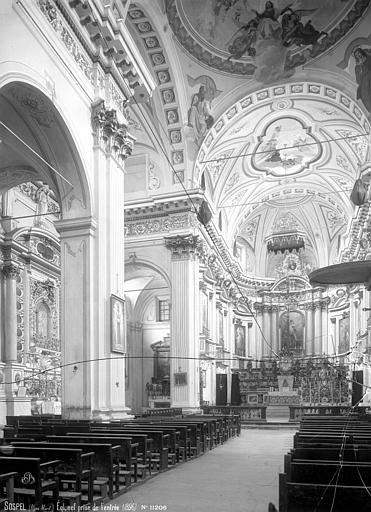
Vue intérieure de la nef vers le sud-est.
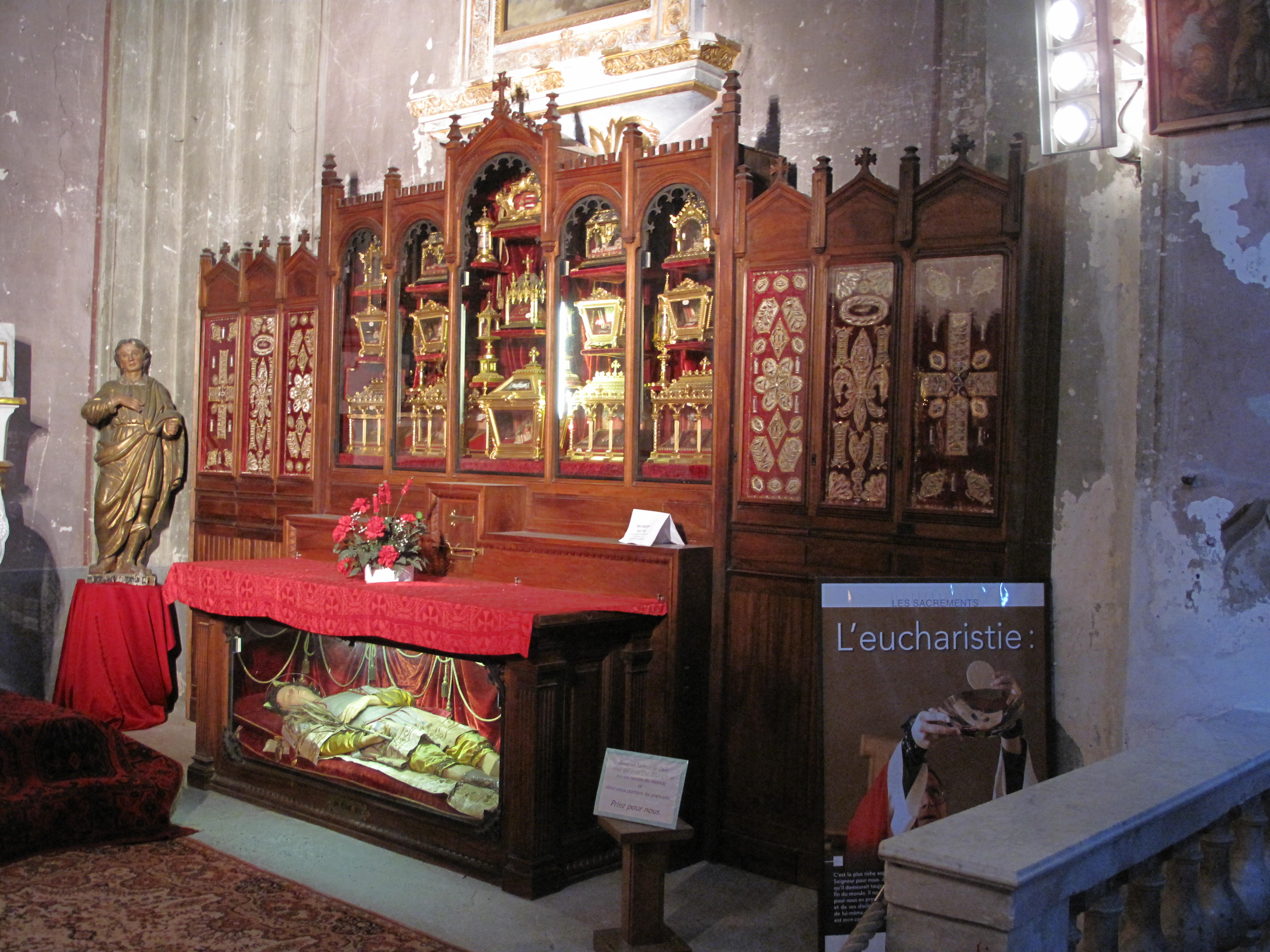
Autel de la cathédrale.
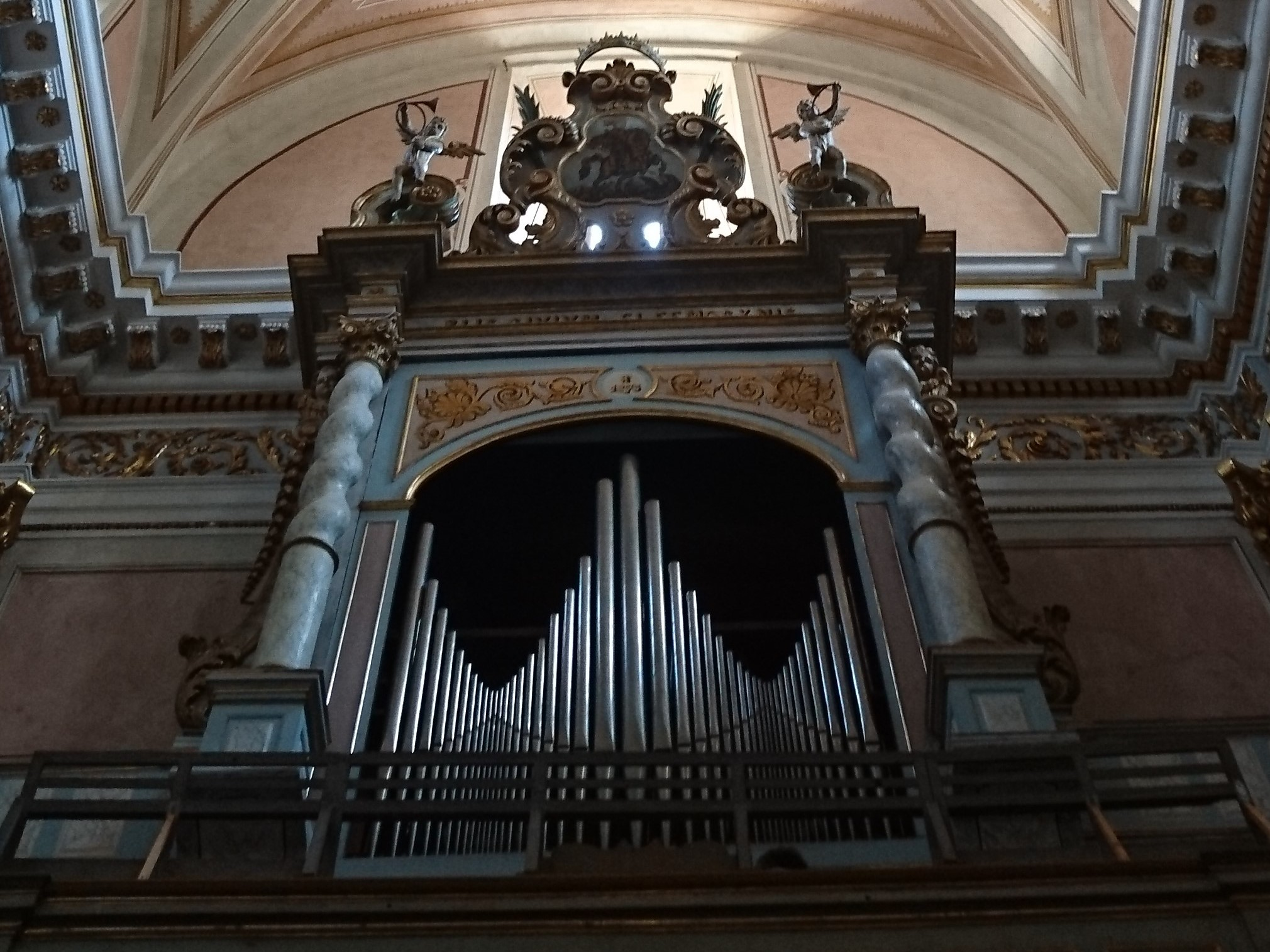
co-cathédrale Saint-Michel, orgue en tribune.
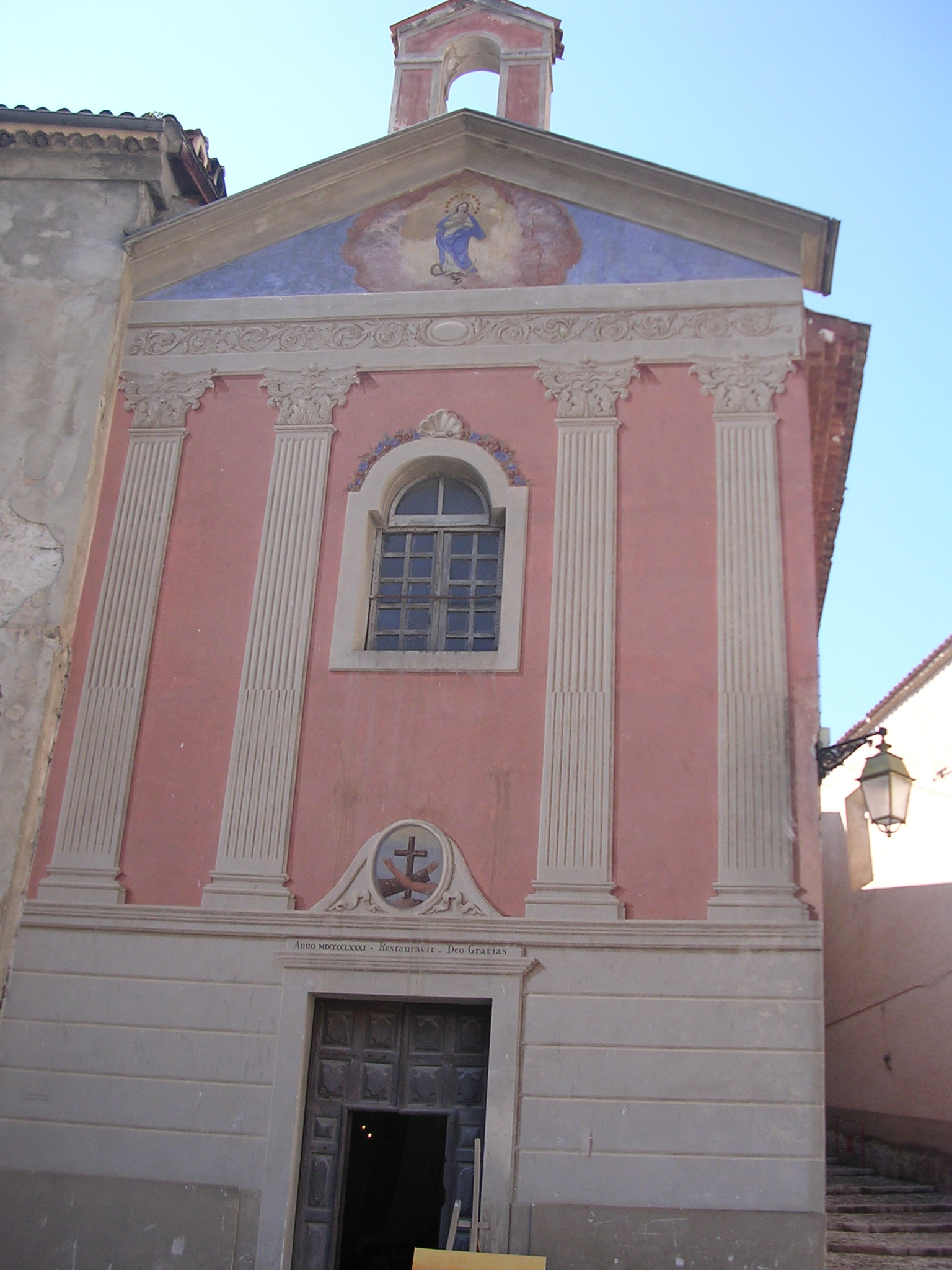
Chapelle des Pénitents gris.

Patrimoine mobilier.

### Chapelles
- Chapelle du Calvaire[77], route du Calvaire.
- Chapelle Saint-Antoine[78], route de Breil (la Niéya).
- Chapelle Saint-Charles[79], route de Moulinet (aujourd'hui habitation).
- Chapelle Saint-Christophe, route de Roccas (ruines).
- Chapelle Saint-Étienne (Saint-Étienne) (aujourd'hui habitation).
- Chapelle Saint-Gervais[80], Saint-Gervais (la Niéya).
- Chapelle Saint-Hyacinthe (la Vasta).
- Chapelle Saint-Jean, col Saint-Jean.
- Chapelle Saint-Jean-Baptiste[81], route du col de Saint-Jean.
- Chapelle Saint-Joseph[82], (Berrins).
- Chapelle Saint-Julien (ruines).
- Chapelle Saint-Michel, col de Brouis.
- Chapelle Saint-Pancrace[83], (Saint-Pancrace).
- Chapelle Saint-Paul (Saint-Paul) (aujourd'hui grange).
- Chapelle Saint-Philippe, route du col Saint-Jean (aujourd'hui habitation).
- Chapelle Saint-Pierre[84], chemin Casoni.
- Chapelle Saint-Roch[85], (Borriglione).
- Chapelle Saint-Sébastien[86], boulevard de Verdun.
- Chapelle Saint-Vincent, route de Moulinet (ruines).
- Chapelle Notre-Dame de la Commenda[87], route de Moulinet.
- Chapelle Sainte-Anne[88], boulevard de l'Égalité (cimetière).
- Chapelle Sainte-Madeleine[89], route de Moulinet.
- Chapelle Sainte-Marie (Sainte-Marie) (aujourd'hui habitation).
- Chapelle Sainte-Sabine, (Sainte-Sabine)[90].
- Chapelle du Sacré Cœur[91].
- Chapelle Sainte-Ursule, (Piaon) (ruines).

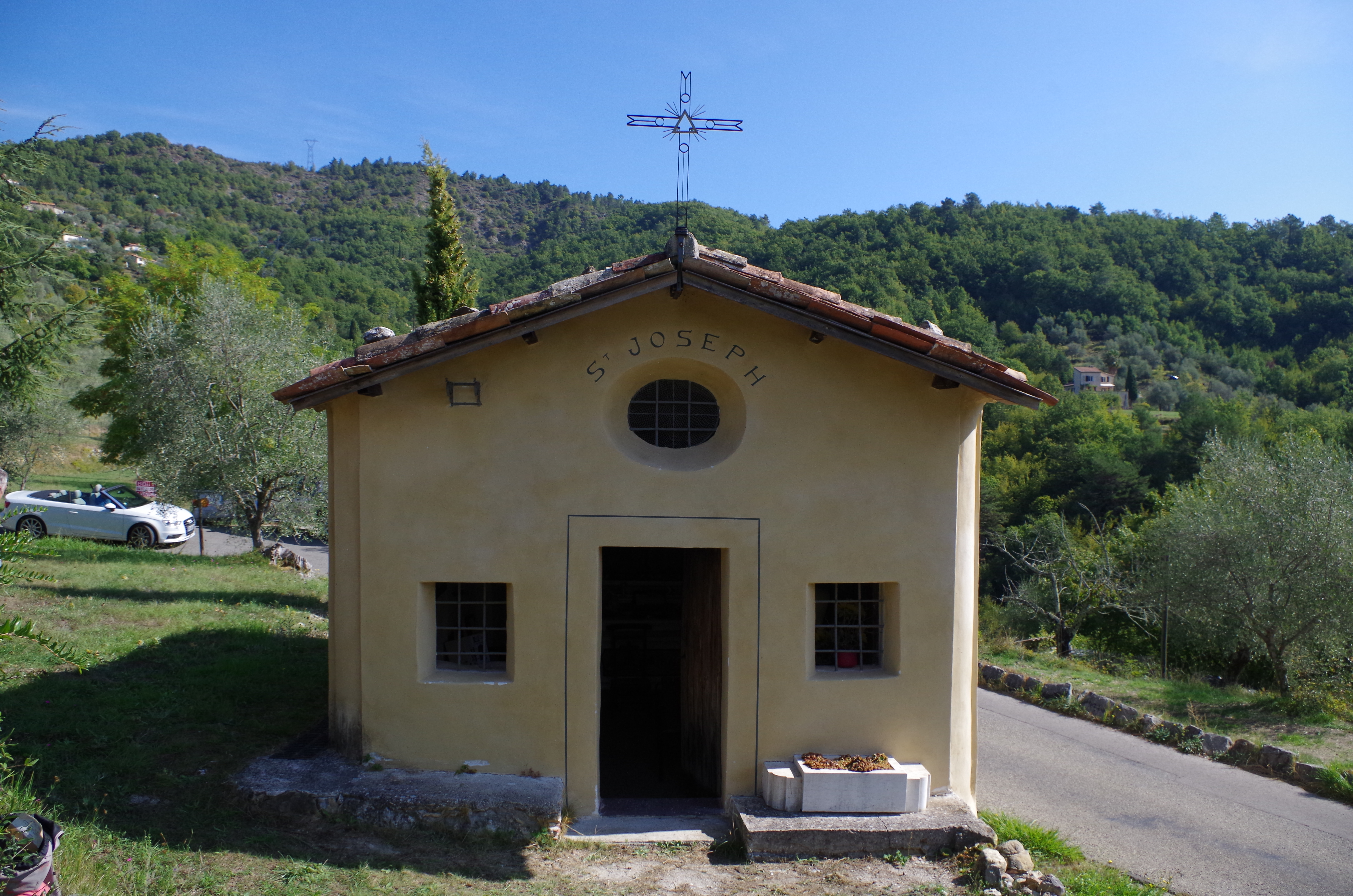
Chapelle Saint-Joseph
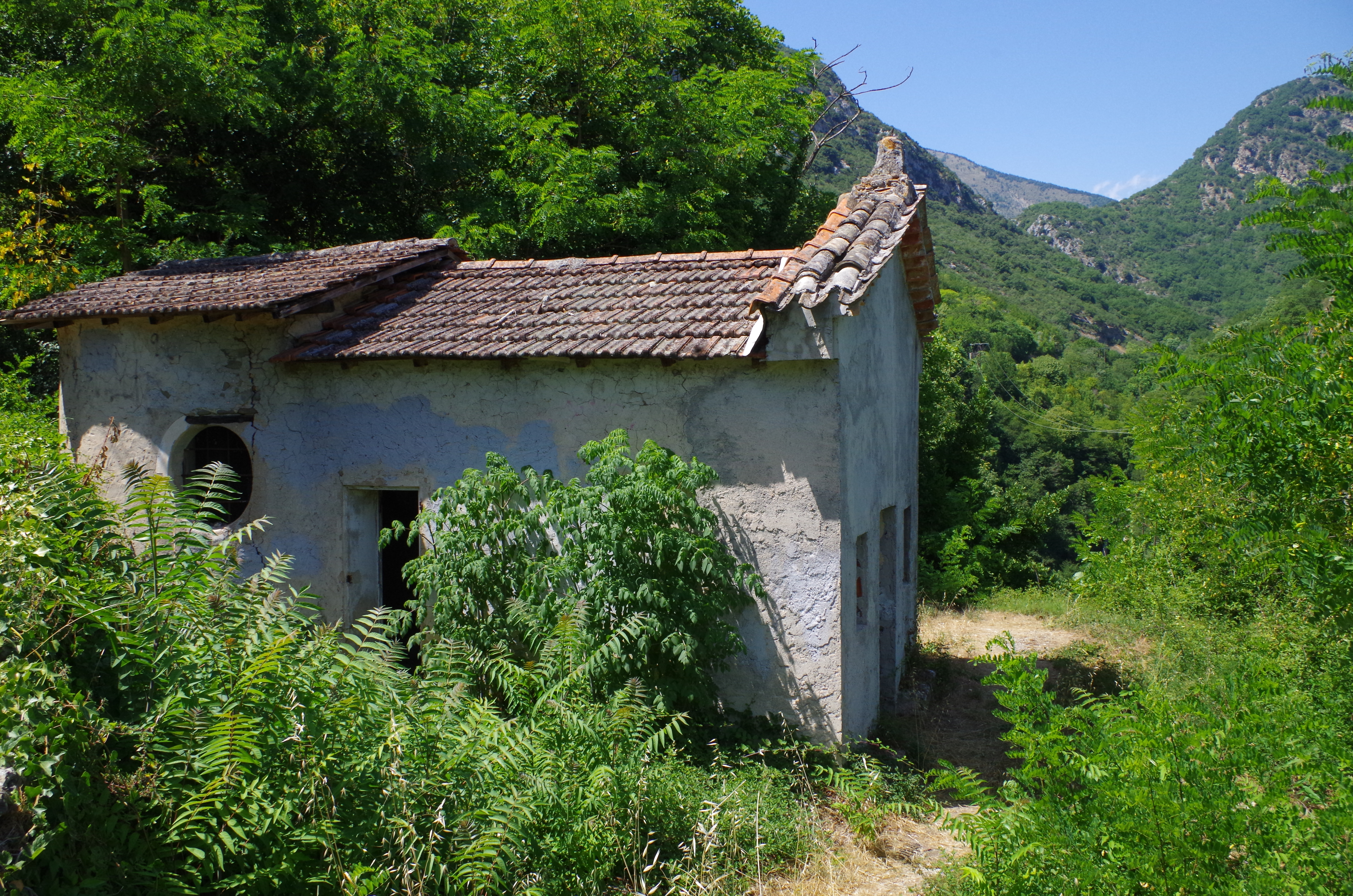
Chapelle Sainte-Madeleine
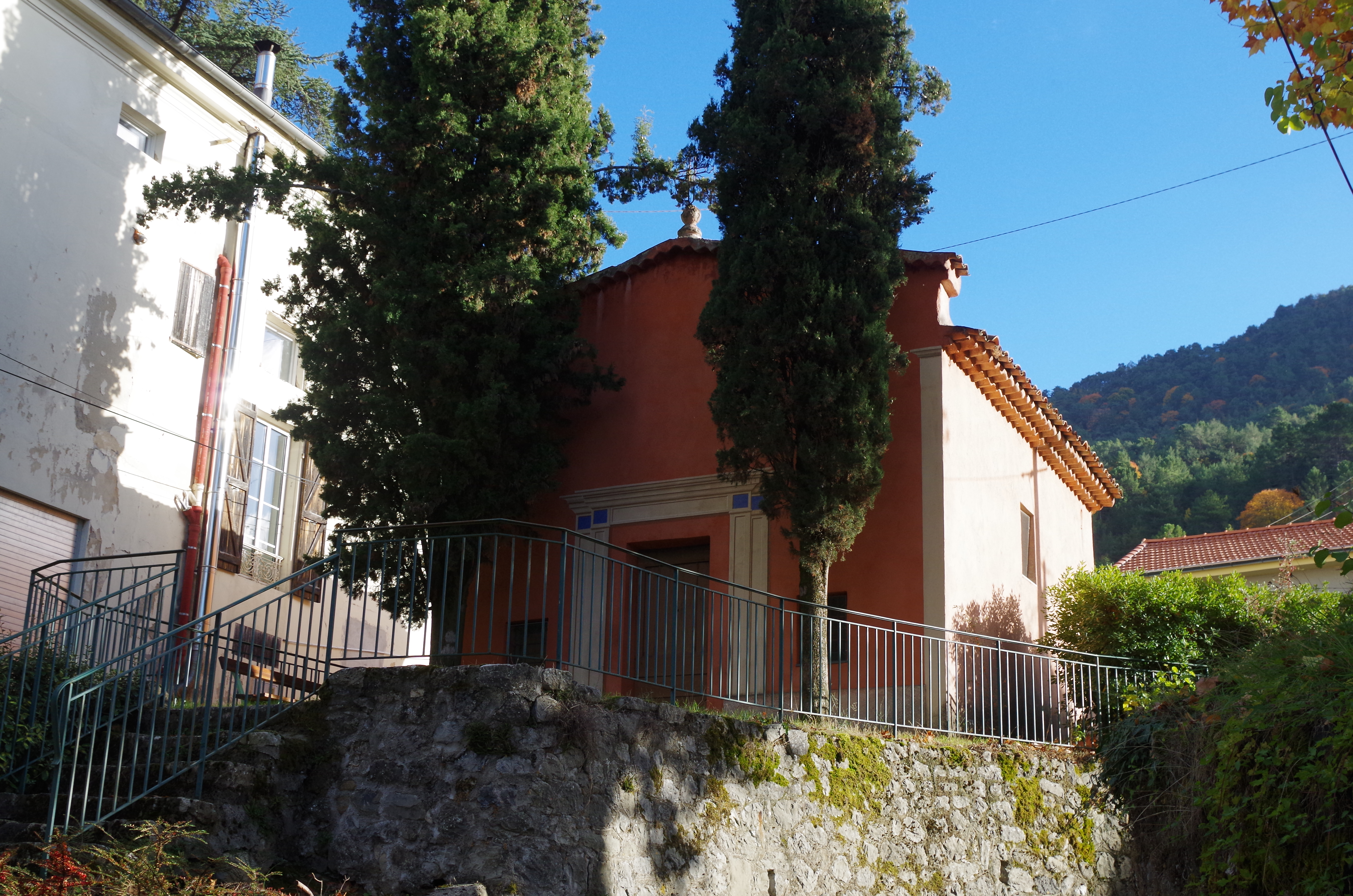
Chapelle Saint-Roch
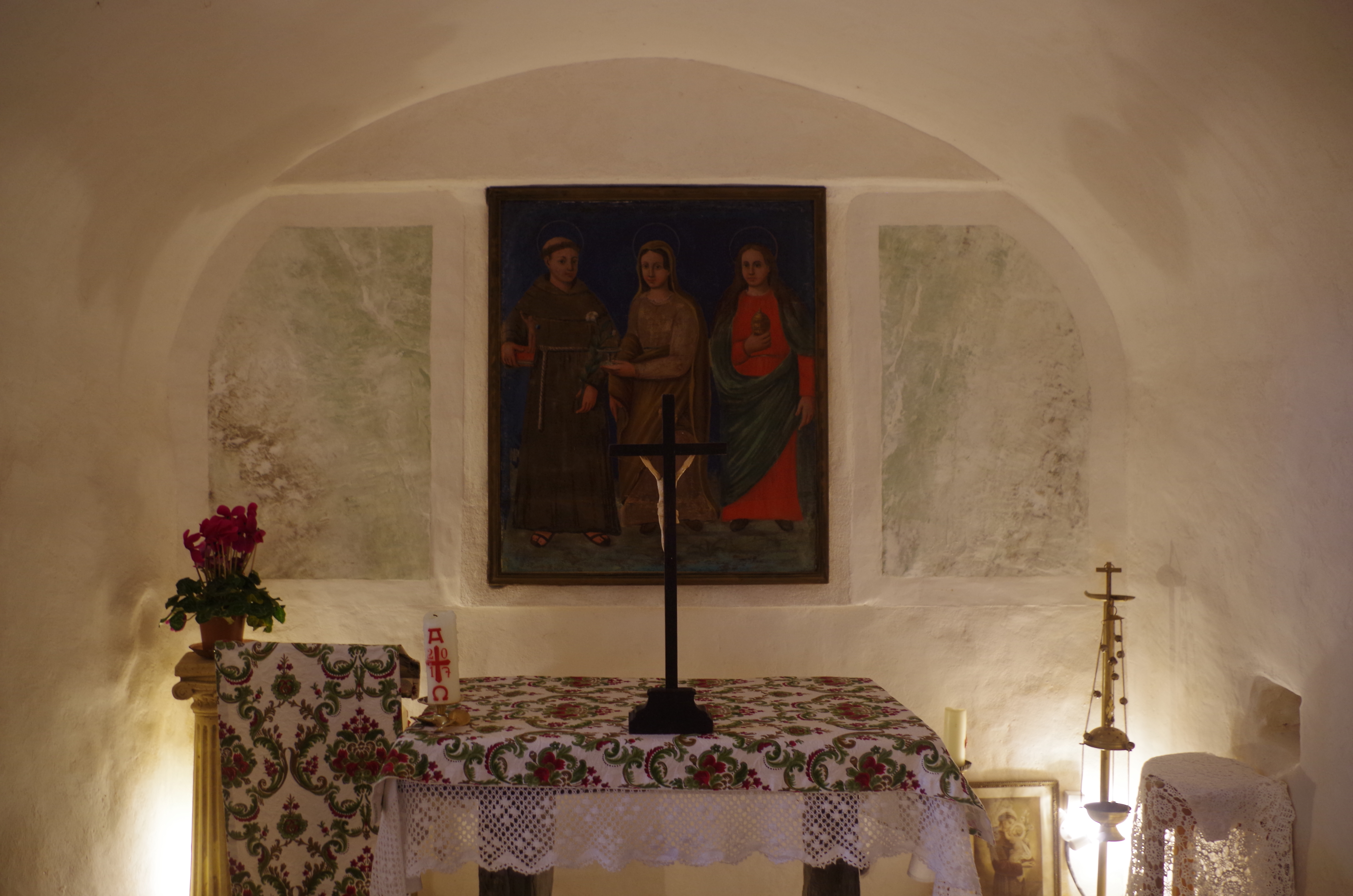
Chapelle Saint-Antoine-de-Padoue.
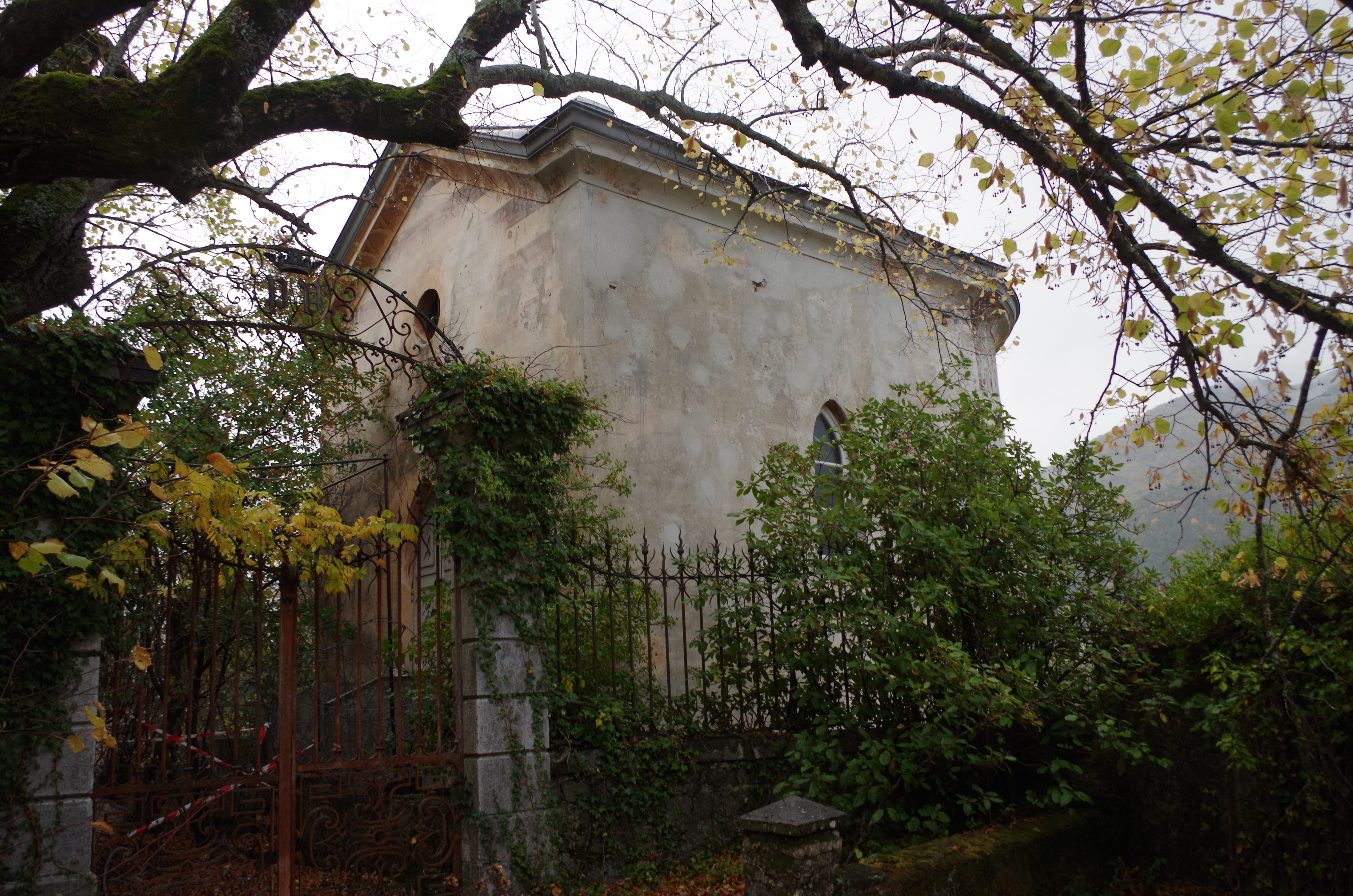
Chapelle Saint-Pierre.
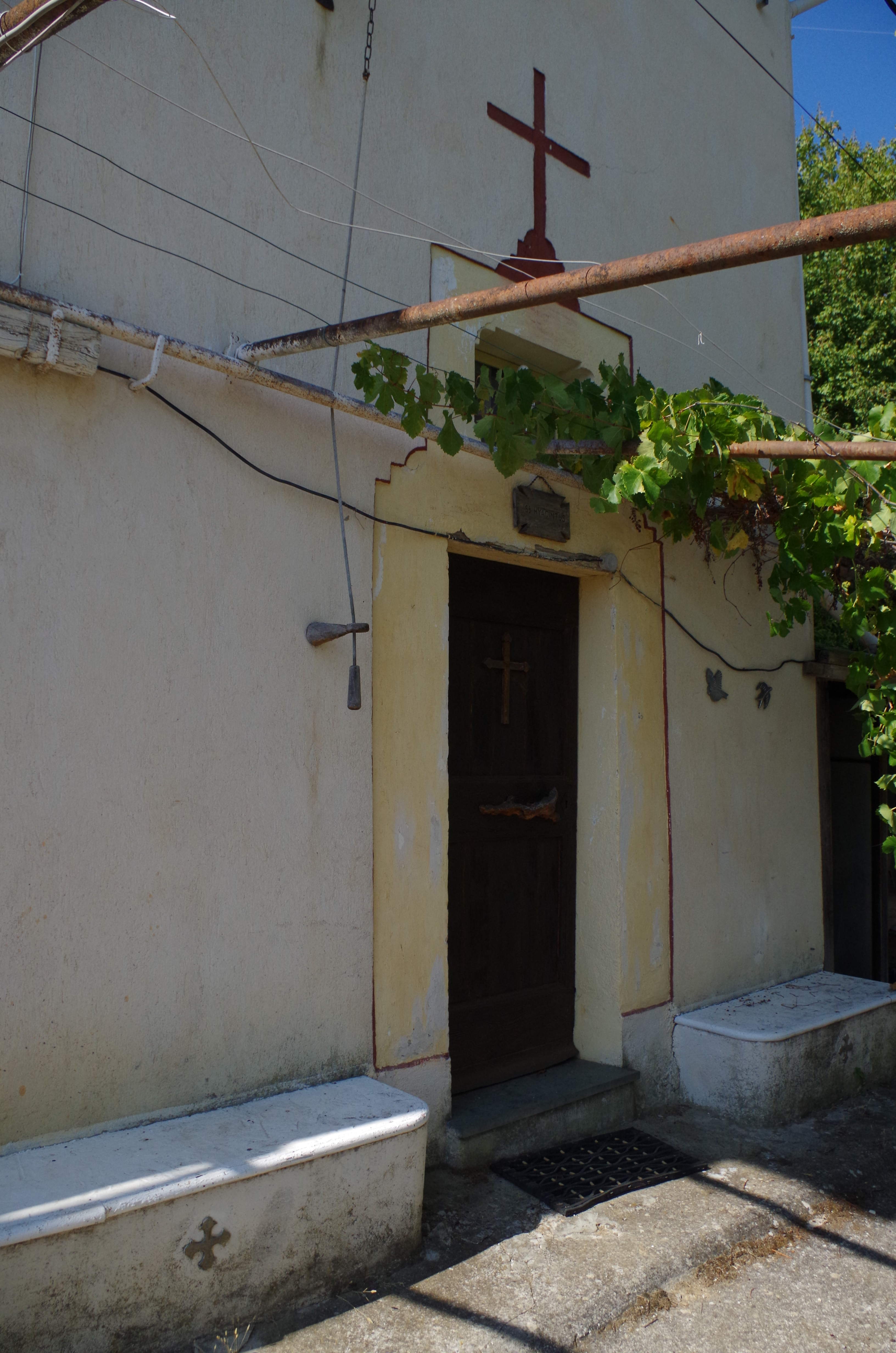
Chapelle Saint-Hyacinthe.
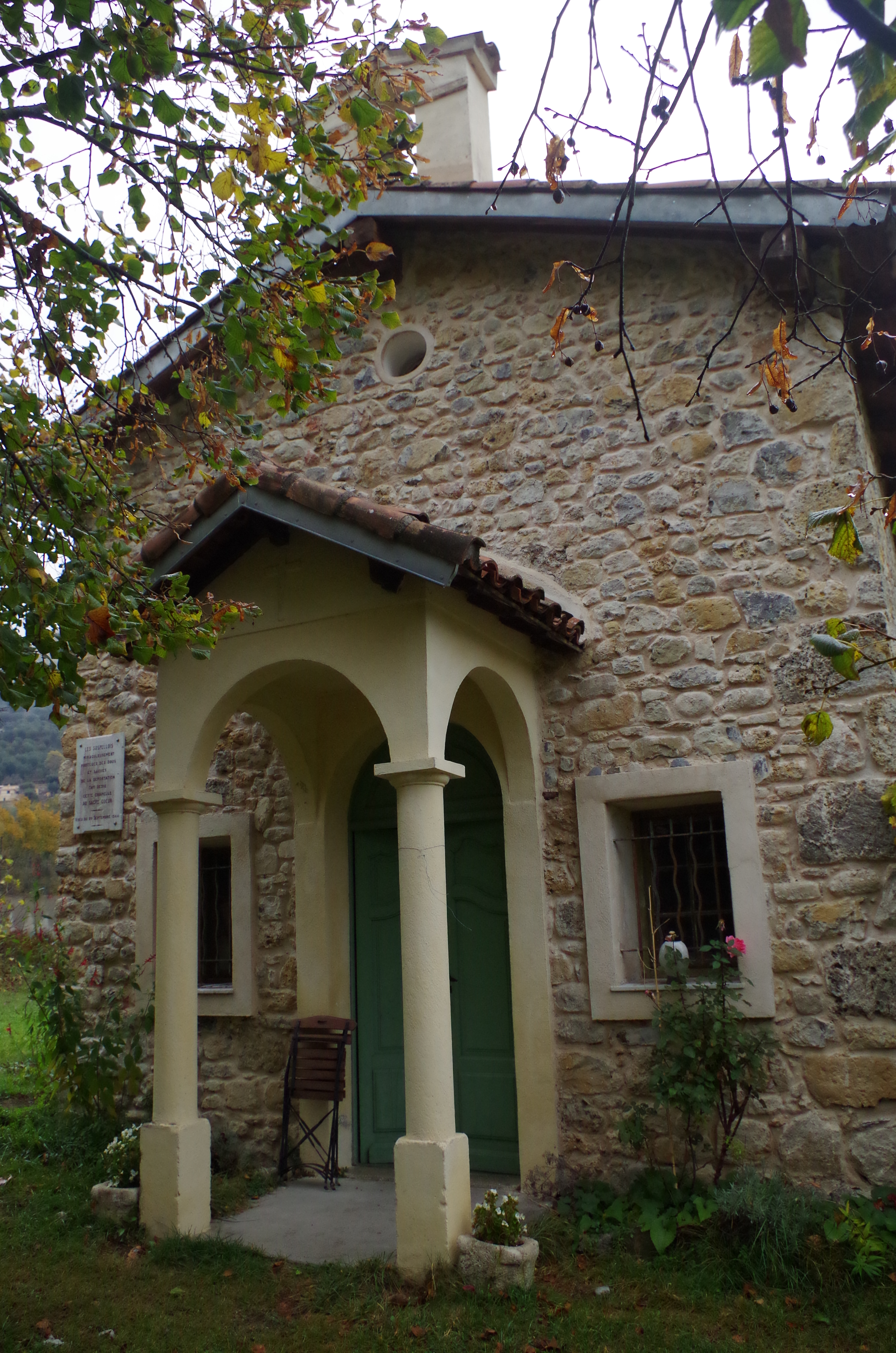
Chapelle du Sacré-Cœur.

Monuments commémoratifs :
Monument aux morts,
Plaques commémoratives.

### Patrimoine militaire

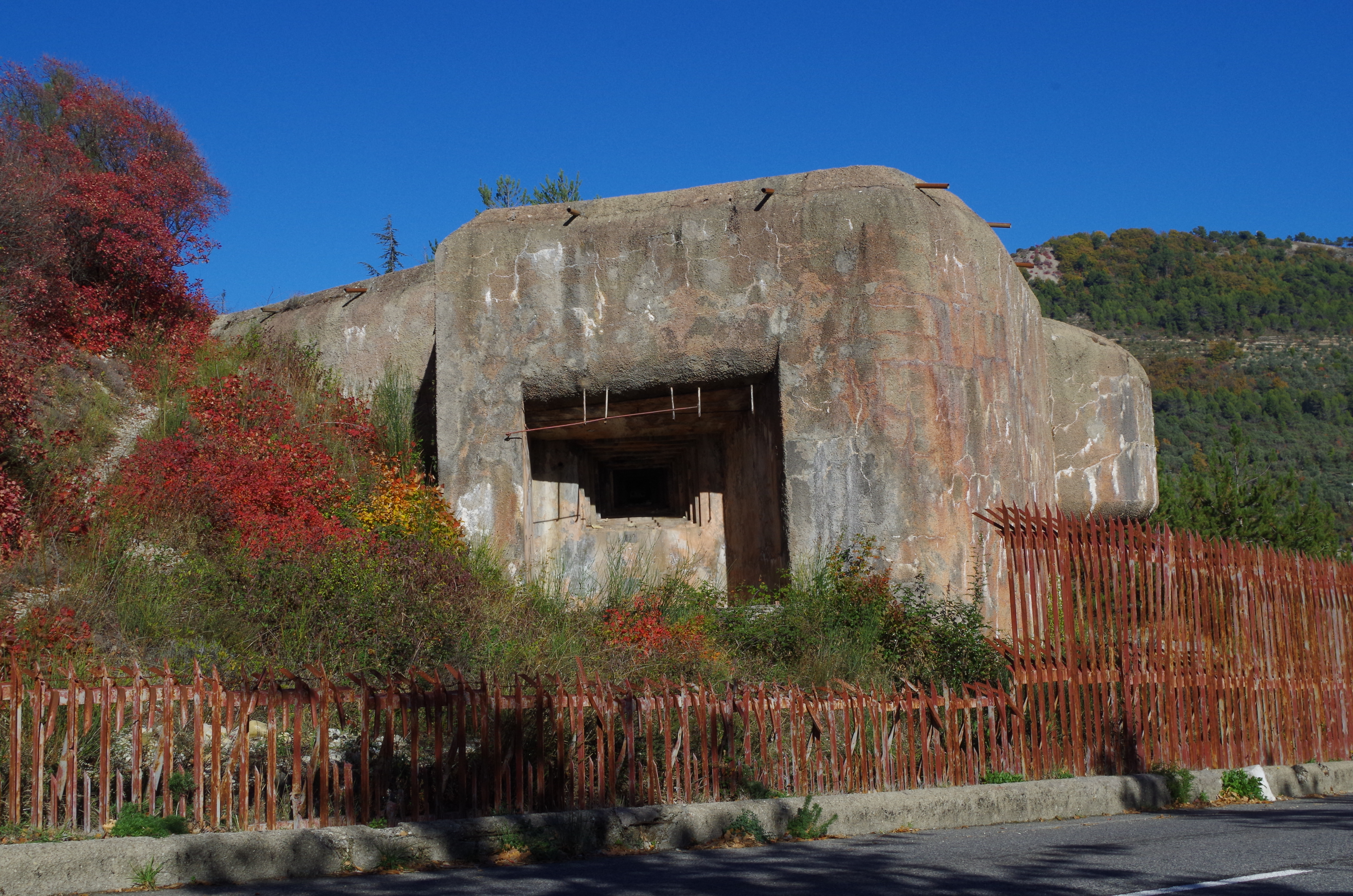
Ouvrage de Saint-Roch

- Ligne Maginot : à un kilomètre du centre du village, sur la route de Nice, le fort Saint-Roch[94] est une véritable ville souterraine à 50 m de profondeur. Le fort faisait partie de la ligne Maginot des Alpes construite pendant les années 1930 dans la région. Cet ouvrage militaire a été conçu pour verrouiller la vallée de la Bévéra, couvrir le col de Brouis et la sortie du tunnel ferroviaire de Breil-sur-Roya. Un funiculaire transportant les munitions menait aux postes de tir et aux salles d'artillerie. Des périscopes permettent d'avoir une vue intéressante des environs.
- Le fort du Barbonnet.
- L'ouvrage de l'Agaisen ou du Mont-Agaisen, qui faisait partie de la ligne Maginot. Entretenu par une association de bénévoles, le lieu est ouvert aux visites.
- L'ouvrage du Monte-Grosso.
- Le blockhaus dit ouvrage d'avant-poste de Castes Ruines[95].

### Autres patrimoines
- Pont-Vieux, certainement le symbole et l’endroit le plus romantique de la ville[96]. Ce pont fortifié enjambe la Bévéra qui coupe en deux parties la ville. Il fut bâti au début du XIIIe siècle sans doute en bois puis reconstruit en pierre en 1522[97]. Les deux arcs ont apparemment été remplacés en 1823 sur lesquelles la reconstruction a été basée. Selon la tradition sa tour centrale aurait servi de poste de péage[98] entre le Piémont et la Méditerranée sur la fameuse Route royale du Sel entre Nice et Turin. Ses deux arches asymétriques permettaient à un système de canalisation d'acheminer l'eau vers les quartiers de la rive gauche[97]. Faisant le lien entre les deux rives de la Bévéra, sa tour servit d'habitation et abrita divers commerces jusqu'en 1960[97]. Il fut entièrement restauré par les Beaux-Arts en 1953 avec des matériaux utilisés sur place, après les dommages causés en octobre 1944 lors des combats pour la libération de la vallée. Il abrite actuellement dans sa tour le Cercle d’Étude du Patrimoine et de l'Histoire de Sospel[99].

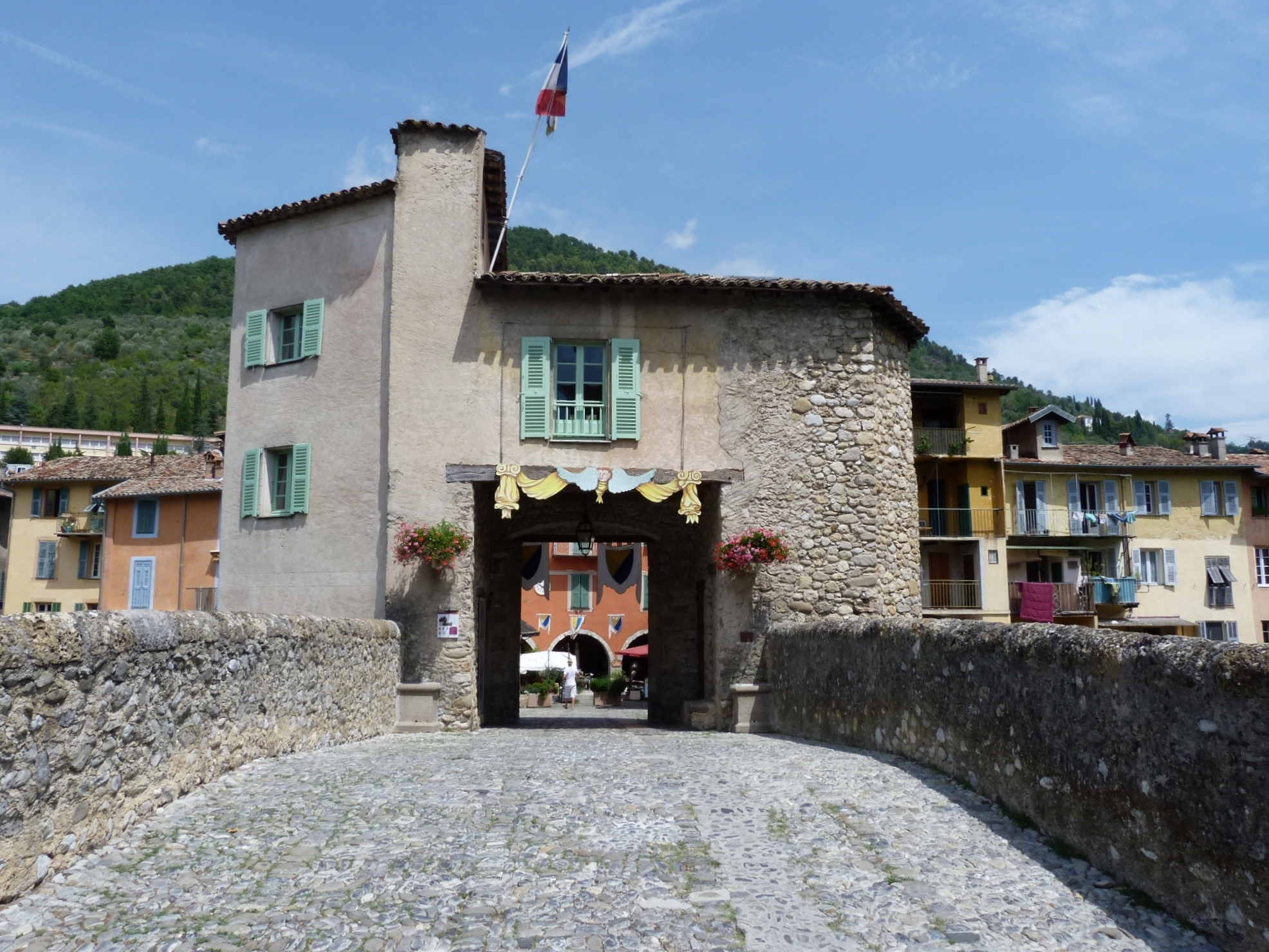
Pont-Vieux.

- Place Saint-Nicolas[100],[66] : ses maisons anciennes sur arcades, sa fontaine médiévale et son pavement de galets colorés. Elle mène par la rue de la République à la chapelle baroque Sainte-Croix (lieu de concerts de musique baroque en été), place Sainte-Croix. Au XVIIIe siècle, le palais communal, au centre de la place, dite aussi place du Saint-Esprit, accueillait les réunions des syndics de communautés de la Viguerie et du Conseil de Sospel. Au rez-de-chaussée, sous la loggia, se rassemblait le parlement des hommes de la cité. Autrefois propriété de la confrérie du Saint-Esprit, la bâtisse devient l’hôtel de ville en 1793. Le bas relief de la façade symbolise la protection divine. La fontaine située sous l’arcade centrale date de 1788.
- Remparts[101].
- Place Garibaldi et son lavoir aux murs peints de fresques colorées[102]. Foires et marchés avaient lieu sur cette place du temps où l’élevage et l’agriculture dominaient l’économie sospelloise. Au XIXe siècle, on y percevait l’octroi sur les marchandises importées. La place, avec son lavoir toujours en activité, est bordée d’arcades construites au XVIIIe siècle pour protéger les riverains contre les crues de la Bévéra.
- Place Sainte-Croix : Sur cette place s’élève la chapelle Sainte-Croix des Pénitents blancs, construite au XVIe siècle sur l’emplacement d’une église romane dédiée à Saint-Nicolas. De cet ancien prieuré de Saint-Pons seule subsiste l’abside du XIe siècle. A noter le clocher triangulaire d’inspiration baroque. Un important mobilier liturgique, possession des Pénitents, est conservé à l’intérieur de la chapelle au décor en trompe-l’œil typiquement baroque.
- Place de la Cabraïa : Sur cette place, on regroupait au XVIe siècle les troupeaux de chèvres (« cabraïa » en sospellois) avant de les mener sur leur lieu de pâture. Les deux parties de la fontaine avaient deux fonctions bien séparées : la partie inférieure servait d’abreuvoir et la partie haute aux besoins ménagers. Aux alentours se tenaient les entrepôts de sel sur la voie muletière.
- Place Saint-Michel : La place est dominée par la façade de l’église à deux niveaux surmontés d’un fronton triangulaire. Le clocher lombard du XIIIe siècle est le seul témoignage de l’église romane qui se situait à cet endroit avant sa reconstruction au XVIIe siècle. Ce magnifique ensemble scénique typique de l’époque baroque est composé de demeures médiévales sur arcades, dont le palais Ricci des Ferres est un parfait exemple, des chapelles de pénitents rouges et blancs et d’un sinueux parvis qui descend vers la place pavée d’une calade de galets gris et blancs.
- Hôtel du Golf, construit par l'architecte danois Hans-Georg Tersling.
- Lavoir aux fresques peintes[103].
- Rives de la Bévéra : Des maisons aux façades peintes en trompe-l’œil, art décoratif de la fin XIXe début XXe siècle, bordent la Bévéra. Ces décors peu onéreux où la couleur se substitue à la sculpture, ont été réalisés par des artisans italiens et restaurés pour la plupart par le fresquiste G. Ceppa dans les années 1990.

### Personnalités liées à la commune
- Le théologien jésuite Théophile Raynaud (1584-1663) est né à Sospel.
- L'artiste peintre figurative Georgette Piccon (1920-2004), héritière du fauvisme, est née à Sospel.
- À gauche, en sortant de l’église, une maison sur arcades, le palais Ricci, porte une plaque de marbre rappelant que le pape Pie VII y logea le 10 août 1809 lorsque, sur les ordres de Napoléon Ier, il fut éloigné des États pontificaux et amené en France.
- Alfred Borriglione, maire de Nice, député et sénateur des Alpes-Maritimes.
- Antoine Thomas Gianotti (1870-1948), conseiller général du canton, sénateur des Alpes-Maritimes.

### Cinéma
- La place Saint-Michel a fourni souvent le cadre de films en costumes (Un sac de billes, Le Masque de fer et le Fanfan la Tulipe avec Gérard Philipe, La proie etc.).

### Vie militaire
Unités ayant été cantonnées à Sospel : 
- 3e régiment d’infanterie alpine, 1939 - 1940.

### Héraldique
| Blason de Sospel | Blason  | De gueules à saint Georges contourné de carnation, vêtu d'azur, casqué d'or, sur un cheval d'argent, terrassant un dragon couché de sinople. |
| Blason de Sospel | Détails | |

## Activités

### Randonnée pédestre
La commune de Sospel est le point de départ de nombreux sentiers de randonnée vers les sommets environnants (Mangiabo, Tête de la Lavina, Tête de Cuore, Grand Mont, etc.). Elle constitue également le point de passage de sentiers de grande randonnée (GR52, GR52A, GR510), Grande Traversée du Mercantour (GTM), Grande Traversée des Alpes (GTA) avec la variante d'arrivée à Menton, etc.

### Golf
De 1909 à 1931, le golf est pratiqué à proximité de Sospel, quartier de Saint-Gervais, sur un terrain de 50 hectares présentant un parcours très technique de 18 trous. Afin d'y accueillir la clientèle, majoritairement anglo-saxonne, un hôtel, le « Golf-Hotel », y est construit. Le tramway Menton-Sospel permet d'acheminer les amateurs de golf depuis le littoral. La fermeture du tramway en 1932 participe largement à celle du terrain de golf. Aujourd'hui, le terrain a disparu et la nature a repris ses droits. Seul subsiste le bâtiment de l'hôtel, visible depuis Sospel et transformé en immeuble d'habitations.